# Centristes de Galícia
Centristes de Galícia (CdeG) fou un partit polític gallec, actiu fonamentalment an la província d'Ourense, entre 1985 i 1991. Va sorgir com una escissió de Coalició Gallega, aglutinant a bona part dels alcaldes de la província procedents de l'antiga UCD (que al seu torn provenien de Centristas de Ourense). Es va presentar en la Coalició Popular amb Alianza Popular a la majoria de les eleccions, fins a la seva integració final en aquest partit el 1991. Victorino Núñez i Xosé Luis Baltar van ser els seus principals dirigents.